# Handschrift 941

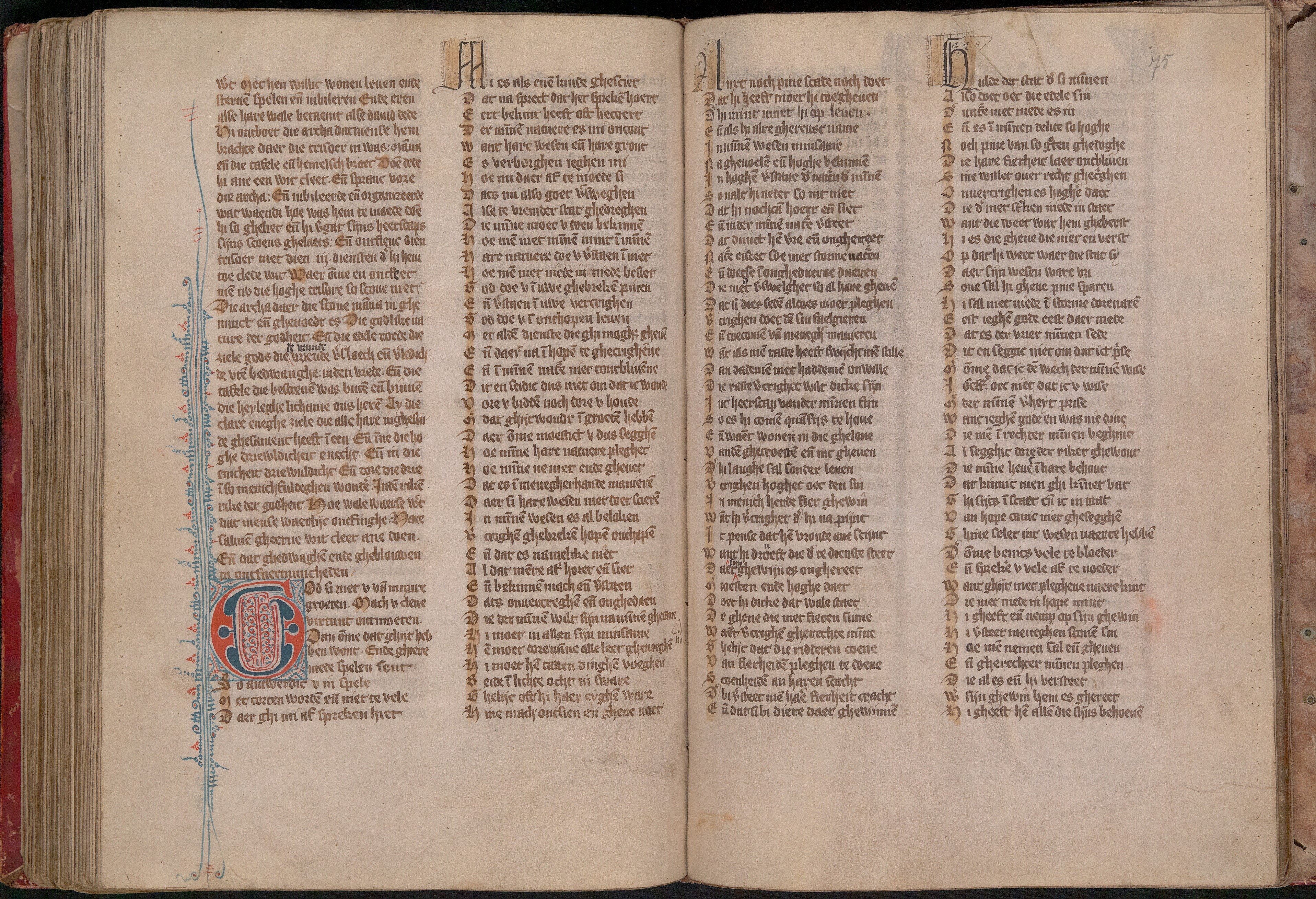
Fragment uit handschrift 941 uit het deel van de Mengeldichten. Vervaardigd in het midden van de veertiende eeuw.

Handschrift 941 is de naam voor een Middelnederlands verzamelhandschrift van de bekende mystica Hadewijch dat bewaard wordt in de Universiteitsbibliotheek Gent.

## Het handschrift
Handschrift 941 wordt geïnventariseerd onder de naam Brieven, visioenen, strofische gedichten, mengeldichten. Het manuscript werd vervaardigd in het midden van de veertiende eeuw, in Brabant. Het handschrift werd voor het eerst opgemerkt in de vijftiende eeuw, in het Bethlehemklooster van Leuven. De negentig folio's zijn verbonden met een vijftiende-eeuwse roodlederen band over houten borden, versierd met paneelstempel. Verder zijn er sporen van twee sluitriemen en werd het handschrift vervaardigd door twee verschillende kopiisten. Handschrift 941 is een topstuk van de Vlaamse Gemeenschap en krijgt daarom speciale bescherming sinds negen december 2008.

## Belang van het handschrift
Dit handschrift geldt als het meest volledige en betrouwbare handschrift dat beschikbaar is. Het diende als uitgangspunt voor talrijke edities, onder meer voor de standaarduitgave van Jozef van Mierlo. Het is dankzij dit handschrift dat de brieven, gedichten en liederen definitief aan Hadewijch konden worden toegeschreven: op folio 20v staat namelijk de aanduiding “Epistole Haywigis”.
Met haar 45 strofische gedichten schiep de mystica Hadewijch een nieuw genre: de mystieke minnepoëzie. Voor de buitengewoon kunstrijke vorm ging ze vaak te rade bij de Franse trouvères, maar de hoofse thematiek wordt vervangen door de relatie tussen God en mens. Recent onderzoek heeft een oude hypothese gecorroboreerd, namelijk dat Hadewijchs gedichten ook als liederen waren bedoeld. Haar teksten konden geplaatst worden op middeleeuwse geestelijke of wereldlijke melodieën als sequentia’s of trouvèreliederen. Daarom heeft dit handschrift 941 een belangrijke muzikale waarde.
Over het algemeen moeten de geschriften van Hadewijch al korte tijd na hun ontstaan verzameld en gekopieerd zijn. Uit de dertiende eeuw zelf, de tijd dat Hadewijch leefde, is helaas niets bewaard gebleven. Wel zijn in de Limburgse Sermoenen (ca. 1290) een aantal preken te lezen die sterke overeenkomsten vertonen met de brieven van Hadewijch. Tot aan ongeveer 1600 was het werk van Hadewijch erg populair; op vele plaatsen in de lage landen werd zij genoemd en geciteerd. We weten niet waarom zij daarna bijna volledig uit de aandacht verdwenen is. Pas in 1838 ontdekte de Duitse filoloog Franz Joseph Mone in een bibliotheek van Brussel ‘Minnelieder einer Nonne’. Die ontdekking bracht haar werk opnieuw in de belangstelling.

## Inhoud
Brieven, visioenen, strofische gedichten, mengeldichten (handschrift 941) is dus een verzamelhandschrift dat de belangrijkste en meest bekende werken van de mystica Hadewijch bundelt. Het manuscript bevat chronologisch de volgende onderdelen:
- Visioenen (ff. 1r-18v)
- Lijst der Volmaakten (ff. 18v-20v)
- Brieven (ff. 20v-49r)
- Strofische gedichten (ff. 49r-71r)
- Twee-vormich tractaetken (ff. 71v-74v)
- Mengeldichten (ff. 74v-90v)

In dit handschrift zijn ook nog een reeks rijmbrieven (met de nummers XVII-XXIX) en het zogenoemde “Tweevormig Tractaetken” te vinden. Algemeen wordt betwijfeld dat deze teksten door Hadewijch geschreven zijn. Inhoud en vorm van deze werken verwijzen naar verschillende andere auteurs. Waarschijnlijk werden zij toegevoegd, zoal wel meer gebeurde in verzamelbundels, maar niets is daaromtrent al bewezen.